# Gladys Carson
Gladys Carson   (Leicester, 8 de febrer de 1903 - Spilsby, 17 de novembre de 1987), coneguda posteriorment pel seu nom de casada Gladys Hewitt, va ser una nedadora anglesa que va competir durant la dècada de 1920.
El 1924 va prendre part en els Jocs Olímpics de París, on va guanyar la medalla de bronze en la competició dels 200 metres braça del programa de natació.